# Сысоев, Александр Александрович
Александр Александрович Сысоев (родился 29 июля 1961 в Москве) — российский преступник, устроивший в ночь с 9 на 10 апреля 1999 года стрельбу в РОВД города Вышний Волочек вместе со своим сообщником Евгением Харламовым. В результате стрельбы погибли три сотрудника РОВД, а Сысоев и Харламов скрылись в неизвестном направлении. 21 июля 1999 Сысоев был задержан и признался в содеянном, однако его поведение заставило следователей усомниться во вменяемости Сысоева. 25 апреля 2000 года Тверской областной суд признал его невменяемым и отправил на принудительное психиатрическое лечение.

## Биография
Александр Сысоев родился 29 июля 1961 года в Москве. Вырос в интернате, окончил ПТУ по специальности «электрик». Работал проводником в поезде, техником в совхозе и фуражиром. Вероятно, участвовал в обороне Белого дома во время Октябрьского путча. В 1993 году переехал из Москвы в Тверскую область, Вышневолоцкий район, село Коломно, где занялся предпринимательством и стал владельцем трактира «Коломно», а затем работал директором совхоза. Сысоев был известен как очень набожный человек: он хранил дома много религиозной литературы, был служителем в братстве святого Филарета Московского и даже совершил один раз паломничество в Иерусалим.
С 1998 года Сысоев стал симпатизировать монархистам и радикальным националистам, критикуя находящегося у власти Президента Российской Федерации Бориса Ельцина. Он договорился с группой лиц организовать государственный переворот: в Вышневолоцком районе он планировал захватить РОВД, раздать находящееся там огнестрельное оружие единомышленникам и от лица всех, кто симпатизировал защитникам Белого дома, свергнуть региональные власти. Им была специально разработана собственная политическая программа.
В ночь с 9 на 10 апреля 1999, накануне Пасхи (в тот день было лунное затмение), Александр Сысоев и Евгений Харламов приехали к зданию РОВД на автомобиле УАЗ-469, вооружённые ружьями ИЖ-81 «Ягуар» и Сайга-20К, а также пистолетами Макарова. В 00:10 они ворвались в здание и расстреляли сотрудников дежурной части. Погибли трое человек: начальник смены, майор милиции Николай Ильин (убит на месте); помощник, старший сержант Николай Жуков (убит на месте); командир взвода, старший лейтенант Сергей Семёнов (умер от полученных ранений в больнице). Выжил прапорщик Олег Абрамов, раненый в плечо. Он попытался оказать сопротивление и задержать нападавших, но упустил их. На следующий день Сысоев и Харламов были объявлены в розыск.
Свидетели — задержанный подросток и две посторонние девушки — помогли милиции составить фотороботы нападавших.
Сысоев и Харламов бросили автомобиль УАЗ-469, где были обнаружены охотничье ружьё 12 калибра, сумка с ножом, верёвкой, топором и кувалдой, а также дипломат с картой Тверской области, несколько аудиокассет с песнями и маршами, нотами для церковного хора и новосибирская газета «Русская Сибирь». Машина была напичкана бутылками с зажигательной смесью.
Долгое время Сысоев скрывался в деревне Петрово, но в конце концов был обнаружен там милицией. 21 июля 1999 силами тульского ОМОНа Сысоев был арестован, сдавшись без сопротивления. На допросе он полностью признал свою вину, рассказав, как он организовал нападение на отделение милиции и каким образом пытался достать оружие. По своим словам, оружие он пытался раздать абсолютно всем, кто не был доволен правящей властью и готов был её свергнуть. Тем не менее, судебные медики засомневались в адекватности восприятия Сысоевым событий.
25 апреля 2000 на закрытом слушании Тверской областной суд признал его невменяемым и отправил на принудительное лечение в психиатрическую клинику в Санкт-Петербурге, что в доме 9 на улице Арсенальной, где он содержался до 15 августа 2007 года. После его отправили в психиатрическую больницу сначала в Тверь, а затем в Бурашево (Тверская область, Калининский район), откуда выписали 5 октября 2010.
21 июля 2016 года Александр Сысоев окончательно был выписан из психиатрических клиник и признан вменяемым.
Сысоев состоял на момент ареста в браке (супруга — Екатерина), у него были трое несовершеннолетних детей.